# Magyarország madártávlatból (2008)
A Magyarország madártávlatból 2008–2009-ben készített színes, 4 részes ismeretterjesztő filmsorozat, amit 2009-ben mutattak be az m2 Natúra című műsorának keretén belül. Rendező: Gyenes Károly.
A sorozatban 8 magyarországi tájegységet mutatnak be légi és földi felvételekkel, tavaszi, nyári, őszi és téli jelenetekkel.

## Epizódok
| Epizódszám | Cím                            | Első sugárzás     |
| ---------- | ------------------------------ | ----------------- |
| 1.         | Dunakanyar, Börzsöny           | 2009. január 17.  |
| 2.         | Balaton-felvidék, Kis-Balaton  | 2009. április 18. |
| 3.         | Fertő-Hanság, Őrség, Vendvidék | 2009. május 16.   |
| 4.         | Bükk-hegység                   | 2009. november 7. |

## Stáb
- írta és rendezte: Gyenes Károly
- Operatőr: Stenszky Gyula, Sáfrány József, Tóth Zsolt Marcell, Ákos Péter, Várszegi Róbert, Dala István, Kele Andor, Kocsis Tibor
- Vágó: Tóth Zsolt Marcell, Balogh Edit
- Hangmérnök: Faludi Sándor
- Zenei szerkesztő: Gere Erzsébet
- Szerkesztő: Gyenes Károly, Dr. Fiar Sándor, Hollós László, ifj. Kollányi Ágoston, Stodulka Gábor, Zachar Zita
- Narrátor: Gaskó Balázs

## Külső hivatkozások
- PORT.hu
- FilmKatalógus.hu
- Mafab.hu
- NAVA.hu